# Filament
|  | Per a altres significats, vegeu «Filament (botànica)». |

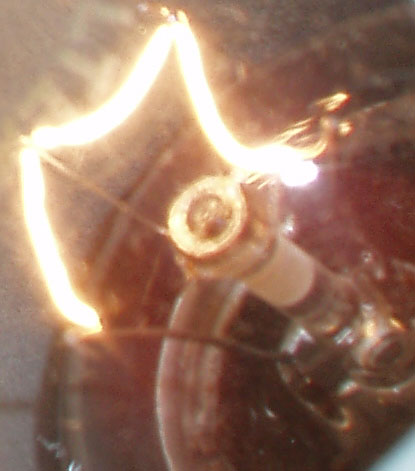
Filament incandescent d'una bombeta.

El  filament  és el fil (normalment enrotllat en espiral) que es posa incandescent per acció de la temperatura en una làmpada incandescent o en un tub de buit, generalment a conseqüència del pas d'un corrent elèctric. En el primer cas produeix llum, en el segon l'emissió d'electrons.
Estan fabricats amb metall de tungstè, conegut també pel nom químic de wolframi (W), recoberts de calci (Ca) i magnesi (Mg). A part de fer llum directe en les làmpades clàssiques, en algun tipus concret de làmpada d'enllumenat moderna la seva funció principal és escalfar prèviament el gas argó que contenen al seu interior perquè es puguin encendre.